# Gunung Muda
Gunung Muda is een bestuurslaag in het regentschap Bangka van de provincie Bangka-Belitung, Indonesië. Gunung Muda telt 5474 inwoners (volkstelling 2010).